# Надым
Нады́м (нен. Надым) — город в Ямало-Ненецком автономном округе России, административный центр Надымского района.

## География
Расположен на левом берегу реки Надым, в 290 км к юго-востоку от Салехарда.

## Этимология
Упоминается в начале XX века как место торга на правом берегу реки Надым. Сейчас это отдалённый микрорайон Правобережный (бывший посёлок Старый Надым, ранее Надымские Юрты), а название Надым затем получил в 1972 году выросший на левом берегу Надыма город, к которому позже в 2004 году и был присоединён Старый Надым. Этимология гидронима Надым остаётся не до конца установленной. По одной версии, происходит из нен. Нады-Ям — «обильное место», но по-ненецки река называется Няти-Ям — «река няти». На уровне народной этимологии — «ягельная река».

## История
Упоминания о городе появляются в конце XVI века. На русских картах слово «надым» встречается с конца XVII века, а река Надым была отмечена в изданной на рубеже XVII—XVIII веков «Чертёжной книге Сибири» С. У. Ремезова. На карте Тобольской губернии 1802 года Надым отмечен как значительный населённый пункт на левом берегу низовья реки Надым. Сегодня это место, находящееся в 32 километрах от устья, называется Надымским городищем.
В 1929 году был создан оленеводческий совхоз «Надымский», на правом берегу реки Надым появился посёлок. Однако в 1934 году совхоз был расформирован и превращён в факторию.
В августе 1952 года от Салехарда до Надыма было открыто рабочее движение поездов, в том числе и пассажирское, в рамках прокладываемой в 1947—53 годах силами ГУЛЖДС МВД СССР железной дороги по маршруту Чум — Салехард — Игарка. После смерти Сталина состоялась массовая амнистия заключённых, в связи с чем этот участок Трасполярной магистрали был заброшен.
Осенью 1966 года барачный посёлок был выбран в качестве опорной базы для разработки Медвежьего газового месторождения. Окружённый многочисленными озёрами посёлок располагался на сухом возвышенном месте, что позволяло построить взлётно-посадочную полосу для авиатранспорта. Относительно небольшое 12-километровое расстояние до реки Надым, давшей имя посёлку, также послужило одним из аргументов в его пользу.
Параллельно с ускоренными темпами освоения Медвежьего месторождения газовики осваивали рабочий посёлок — будущий город Надым. В 1970-х годах, на начальном этапе строительства Надыма, обсуждалась идея возведения над поселением застеклённого купола для защиты жителей от холода и ветра. Однако от этого замысла впоследствии отказались ввиду инженерной сложности и дороговизны его реализации. Несмотря на это, за Надымом закрепился эпитет «город под куполом».
В августе 1971 года в Надыме состоялась торжественная церемония закладки первого капитального здания, а 9 марта 1972 года указом Президиума Верховного Совета РСФСР рабочий посёлок Надым получил статус города окружного подчинения.
В 2004 году Старый Надым был присоединён к городу Надыму, а в 2008 году был переименован в микрорайон Правобережный.
С 2005 до 2020 гг. Надым образовывал городское поселение город Надым, упразднённое в связи с преобразованием муниципального района в муниципальный округ.

## Население
| 1979    | 1989    | 1992    | 1996    | 1998    | 2000    | 2001    | 2002    | 2003    | 2005    |
| ------- | ------- | ------- | ------- | ------- | ------- | ------- | ------- | ------- | ------- |
| 26 058  | ↗52 586 | ↘51 100 | ↘47 800 | ↘47 200 | ↘44 900 | ↘44 400 | ↗45 943 | ↘45 900 | ↗49 200 |
| 2006    | 2007    | 2008    | 2009    | 2010    | 2011    | 2012    | 2013    | 2014    | 2015    |
| ↘48 800 | ↘48 500 | ↘48 200 | ↘47 299 | ↘46 611 | ↗46 696 | ↗47 360 | ↘46 765 | ↘45 792 | ↘45 766 |
| 2016    | 2017    | 2018    | 2019    | 2020    | 2021    | 2023    |         |         |         |
| ↘44 940 | ↘44 660 | ↘44 594 | ↗44 705 | ↗44 830 | ↗45 973 | ↘45 229 |         |         |         |

На 1 января 2025 года по численности населения город находился на 345-м месте из 1124 городов Российской Федерации.
Надым — четвёртый по численности населения после Нового Уренгоя (106 890), Ноябрьска (102 938) и Салехарда (49 486) город ЯНАО. В городе проживает 67.57 % населения Надымского района.

## Климат
- среднегодовая температура воздуха: −6.6 °C;
- относительная влажность воздуха: 75,2 %;
- средняя скорость ветра: 10,1 м/с;
- абсолютный минимум: −57.7 °C;
- абсолютный максимум: +34.7 °C;

| Показатель                                                              | Янв.  | Фев.  | Март  | Апр.  | Май   | Июнь | Июль | Авг. | Сен.  | Окт. | Нояб. | Дек.  | Год   |
| ----------------------------------------------------------------------- | ----- | ----- | ----- | ----- | ----- | ---- | ---- | ---- | ----- | ---- | ----- | ----- | ----- |
| Абсолютный максимум, °C                                                 | 1,7   | 1,5   | 10,6  | 20,7  | 29,6  | 34,2 | 34,7 | 32,6 | 25,7  | 17,0 | 7,0   | 2,0   | 34,7  |
| Средний суточный максимум, °C                                           | −19,9 | −19,7 | −12,1 | −4,7  | 2,6   | 11,0 | 17,6 | 15,2 | 8,7   | −1,6 | −11,5 | −16,7 | −2,2  |
| Средняя температура, °C                                                 | −24   | −24,1 | −17,5 | −10   | −1,7  | 7,3  | 13,5 | 11,7 | 5,7   | −4,3 | −15,2 | −20,6 | −6,6  |
| Средний суточный минимум, °C                                            | −28,1 | −28,4 | −22,9 | −15,3 | −6    | 3,7  | 9,5  | 8,2  | 2,8   | −6,9 | −18,9 | −24,4 | −10,3 |
| Абсолютный минимум, °C                                                  | −57,7 | −52,2 | −47,2 | −39,2 | −25,6 | −8,1 | −1,1 | −5   | −10,4 | −41  | −47,5 | −50,4 | −57,7 |
| Норма осадков, мм                                                       | 26    | 20    | 23    | 26    | 33    | 45   | 54   | 67   | 49    | 43   | 33    | 30    | 449   |
| Источник: Абсолютные минимумы и максимумы, Средние температуры и осадки |       |       |       |       |       |      |      |      |       |      |       |       |       |

## Промышленность

ДК газовиков «Прометей»

Градообразующим предприятием является «Газпром добыча Надым», на долю которого приходится около 11 % добываемого в России газа. Также в городе ведёт работу крупнейший независимый производитель газа «Новатэк» (Юрхаровское и Ярудейское месторождения).
Крупными строительными предприятиями являются компании «Арктикнефтегазстрой», «Севергазстрой», «Надымстройгаздобыча».
В Надыме базируется филиал нефтегазодобывающего управления «РИТЭК Белоярский» (дочернее подразделение «РИТЭК»), ведущее разработку Сандибинского и Средне-Хулымского нефтяных месторождений.
До начала 2000-х в городе функционировал Надымский завод крупнопанельного домостроения (НЗКПД). Вследствие банкротства был заброшен.

## Транспорт
Услуги общественного транспорта (маршрутки и автобусы) внутри города и за его пределы предоставляет МУП "АТП" г. Надым:
- № 1А «Посёлок Лесной – Больничный комплекс «107 км»
- № 2 «Посёлок Лесной – Аэропорт»
- № 3 «Автостанция – АТБ-6 (пос. Старый Надым)»
- № 4 «Финский комплекс – Микрорайон Олимпийский»
- № 5 «Посёлок Лесной – Микрорайон Олимпийский»
- № 6 «Кольцевой (ул. Набережная – ул. Полярная – 18 микрорайон – ул. Зверева)»
- № 8 «Кольцевой (ул. Зверева – ул. Комсомольская – Проезд № 2 – ул. Заводская)»
- № 501 «Город Надым (Автостанция) – посёлок Пангоды (Магазин «Купец»)»

Также функционирует маршрут № 7 «Кольцевой» под руководством ИП Лалаев.
Силами Аэропорта г. Надым осуществляются регулярные рейсы в Москву, Тюмень, Санкт-Петербург, Екатеринбург и другие города России.
Благодаря мосту через р. Надым и автодороге «Салехард – Надым» у города налажено автомобильное сообщение с «большой землёй» и г. Салехард соответственно.
Ближайшая железнодорожная станция Надым-Пристань находится в 10 километрах от Надыма. Пассажирского железнодорожного сообщения на ней нет. 

## Образование
В городе работают семь общеобразовательных школ, одна гимназия, один профессиональный колледж и две школы искусств, одна из которых на момент 2024 года находится на ремонте.

## Интересные факты
- Через Надым проходит Трансполярная магистраль между Новым Уренгоем и Салехардом, закрытая и недействующая, называемая также «Мёртвой дорогой». Когда-то, возможно, планировавшийся мост через Обь между Салехардом и Лабытнанги построен не был. Восстанавливаемая ныне дорога, большей частью, будет проходить по старой «сталинской» насыпи. Мост через реку Надым был открыт в сентябре 2015 года.[36] Также планируются работы по строительству моста через реку Обь. Параллельно железной дороге пройдёт автомобильная дорога[37].
- 9 декабря 2020 года автодорога «Салехард – Надым» была торжественно открыта. Ведётся строительство железной дороги в этом же направлении.
- Согласно документам, опубликованным Wikileaks, Надымский газопроводный узел назван американскими дипломатами «самым критически важным газовым сооружением в мире» (англ. The most critical gas facility in the world)[38].
- Главным праздником надымчан является день оленевода[39].

## Награды
В 2001 году город получил диплом Правительства Российской Федерации III степени во Всероссийском конкурсе на звание «Самый благоустроенный город России среди малых городов». В 2002 году признан «Самым благоустроенным городом России» за хорошую работу в развитии городского хозяйства. Также Надым — обладатель сертификата в номинации «Лучший город Российской Федерации по экономическим показателям финансового развития в 2003 году» в категории малых городов Всероссийского конкурса «Золотой рубль» по Уральскому федеральному округу.

## Иллюстрации

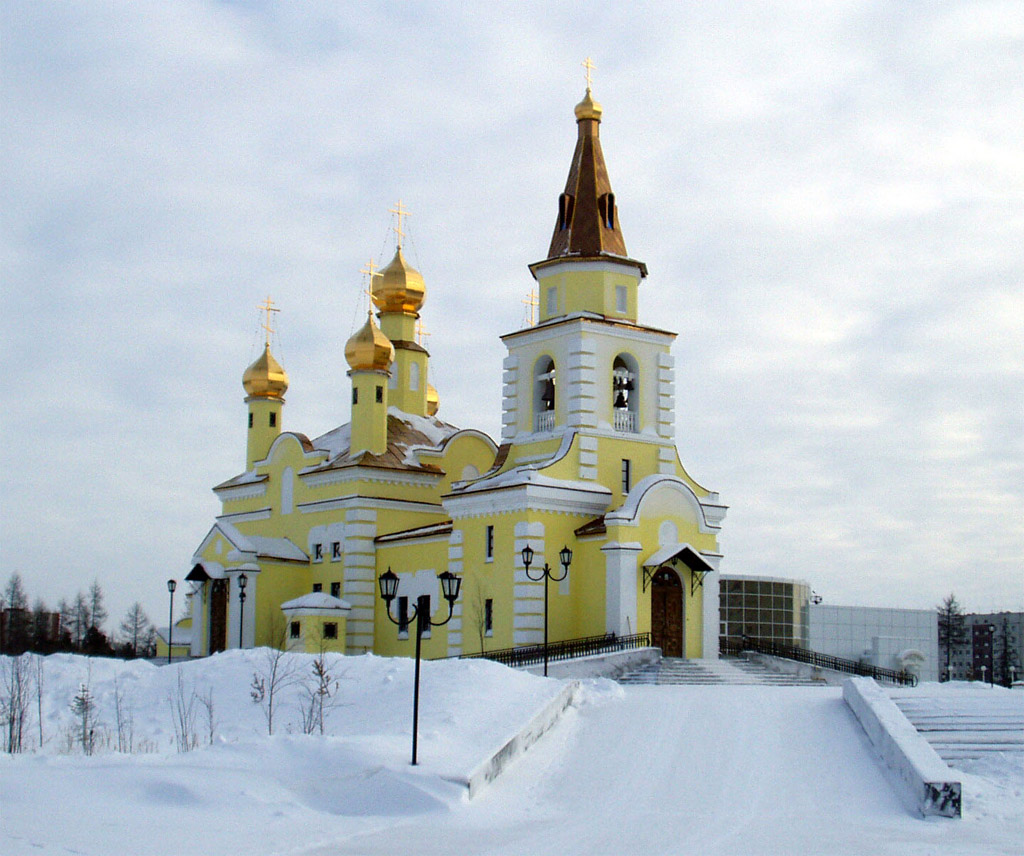
Свято-Никольский храм
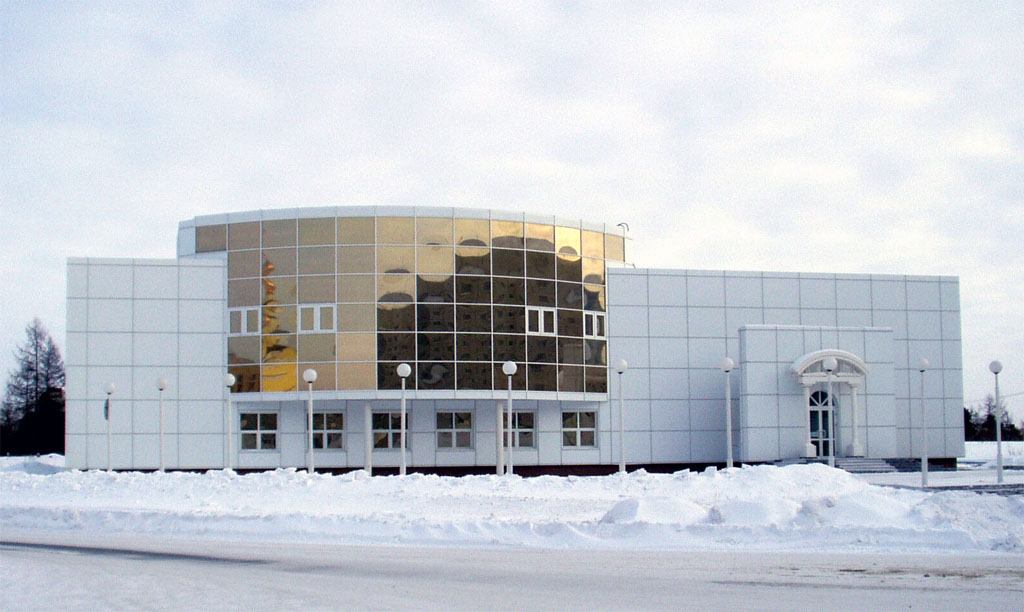
Дворец бракосочетаний
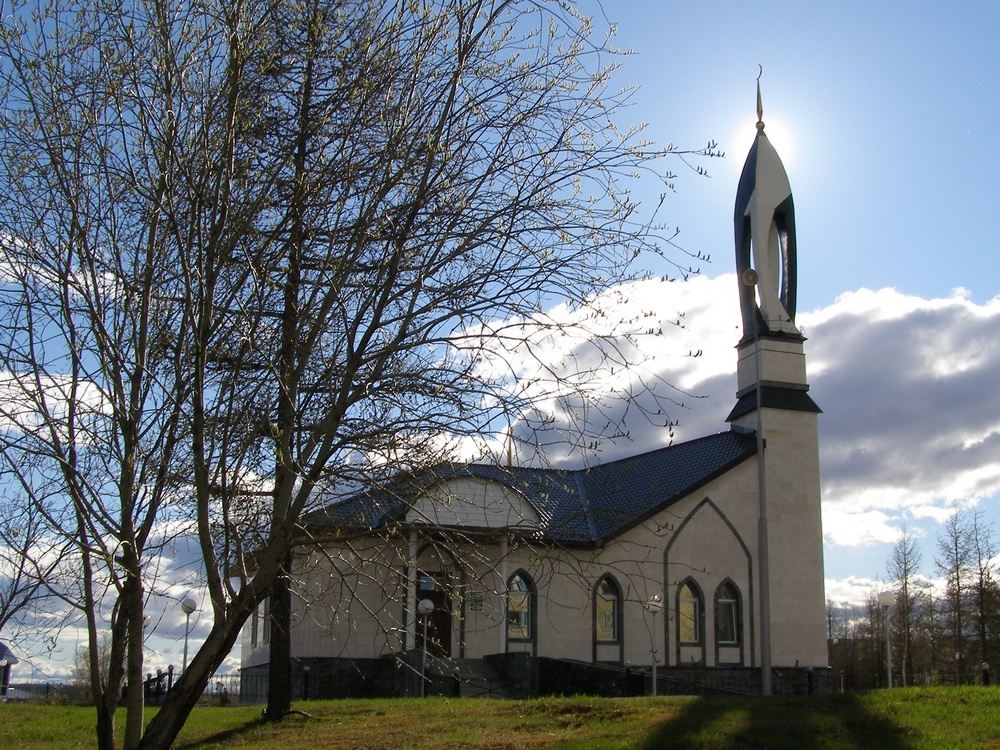
Мечеть
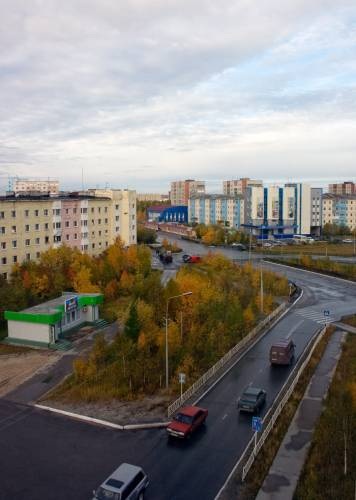
Ленинградский проспект
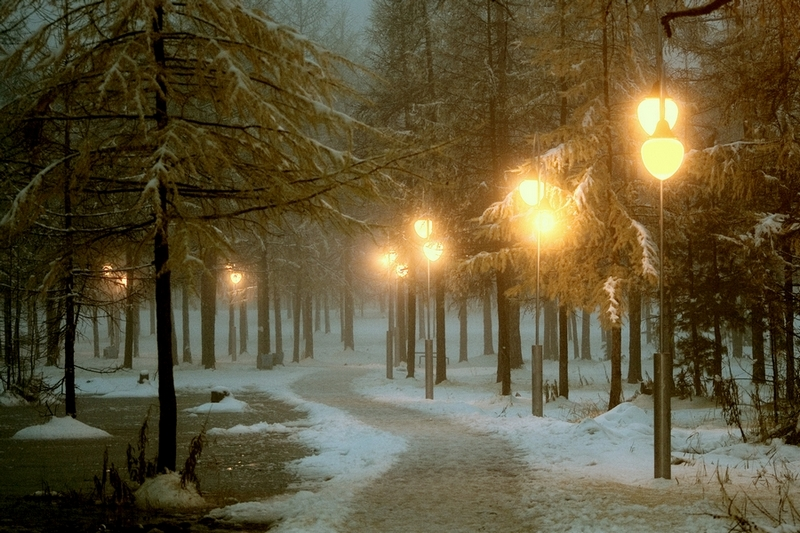
Парк
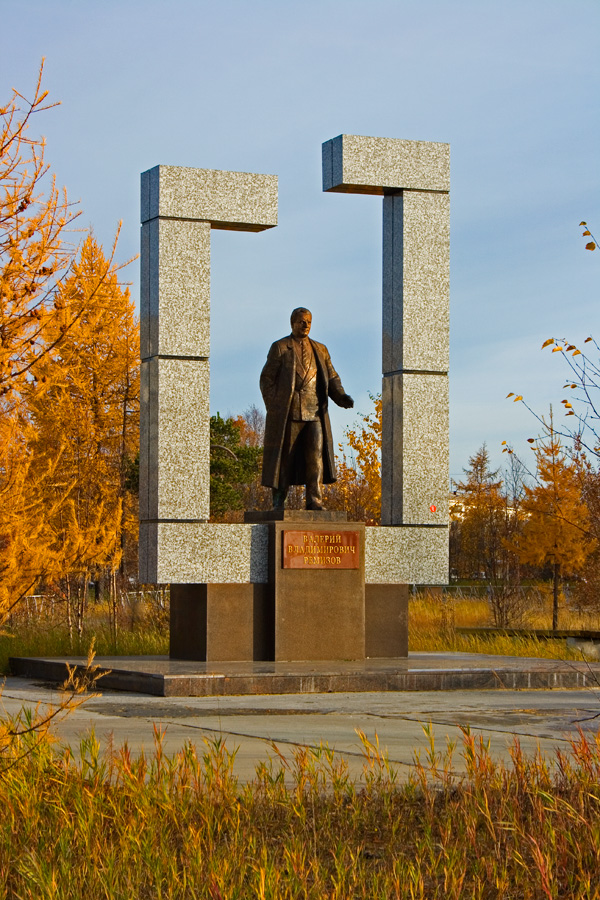
Памятник Валерию Владимировичу Ремизову